# ساندوکان بزرگ (فیلم)
ساندوکان بزرگ (به انگلیسی: Sandokan the Great) یک فیلم ماجراجویی ایتالیایی ساخته‌شده در سال ۱۹۶۳ به کارگردانی اومبرتو لنتسی با بازی استیو ریوز است. این نخستین قسمت از یک مجموعه فیلم دربارهٔ شخصیت داستانی ساندوکان، شاهزاده دزد دریایی از رمان‌های شناخته‌شده امیلیو سالگاری است.